# Афонсо Алвес
Афонсо Алвес (порт. Afonso Alves, нар. 30 січня 1981, Белу-Оризонті) — колишній бразильський футболіст, що виступав на позиції нападника.
Виступав, зокрема, за клуби «Атлетіко Мінейру», «Мальме» та «Геренвен», а також національну збірну Бразилії.

## Клубна кар'єра
У дорослому футболі дебютував 2000 року виступами за команду клубу «Атлетіко Мінейру», в якій провів два сезони, взявши участь лише у 6 матчах чемпіонату.
Протягом 2002—2004 років захищав кольори команди клубу «Ергрюте».
Своєю грою за останню команду привернув увагу представників тренерського штабу іншого шведського клубу, «Мальме», до складу якого приєднався 2004 року. Відіграв за команду з Мальме наступні два сезони своєї ігрової кар'єри. Більшість часу, проведеного у складі «Мальме», був основним гравцем атакувальної ланки команди. У складі «Мальме» був одним з головних бомбардирів команди, маючи середню результативність на рівні 0,53 голу за гру першості.
2006 року уклав контракт з клубом «Геренвен», у складі якого провів наступні два роки своєї кар'єри гравця. Відзначався надзвичайно високою результативністю, забиваючи в іграх чемпіонату в середньому більше одного голу за матч. В сезоні 2006-07 забив у чемпіонаті Нідерландів 34 голи, ставши не лише найкращим бомбардиром в країні, але й найрезультативнишім форвардом усіх національних чемпіонатів того сезону.
Згодом з 2008 по 2009 рік грав у складі англійської команди «Мідлсбро», а після року перебування у Англії вирішив перебратися у Катар.
У чемпіонаті Катару Афонсо Алвес спочатку виступав за «Аль-Садд», а у 2011 році перейшов до клубу «Аль-Райян».
До складу клубу «Аль-Гарафа» приєднався 2012 року. За цю катарську команду відіграв 19 матчів та відзначився 7 м'ячами в національному чемпіонаті.
5 жовтня 2015 року Афонсо Алвес анонсував закінчення своєї професійної кар'єри на своїй сторінці в Інстаграм. По завершенні кар'єри він планує повернутися до Нідерландів, де має намір стати тренером молодіжної команди свого колишнього клубу «Геренвен».

## Виступи за збірну
2007 року дебютував в офіційних матчах у складі національної збірної Бразилії. Провів того року у формі головної команди країни 8 матчів, забивши 1 гол, після чого до лав збірної не залучався.
У складі збірної був учасником розіграшу Кубка Америки 2007 року у Венесуелі, здобувши того року титул континентального чемпіона.

## Титули і досягнення
- Володар Кубка Америки (1): 2007
- Чемпіон Швеції (1) — 2004
- Володар Кубка Еміра Катару (1) — 2010
- Володар Кубка наслідного принца Катару — (1) — 2012
- Найкращий бомбардир чемпіонату Нідерландів: 2006-07 (34 голи)